# Aldegundes de Bragança, condessa de Bardi
Aldegundes de Bragança (de seu nome completo: Aldegundes de Jesus Maria Francisca de Assis e de Paula Adelaide Eulália Leopoldina Carolina Micaela Rafaela Gabriela Gonzaga Inês Isabel Avelina Ana Estanislau Sofia Bernardina de Bragança; Bronnbach, 10 de novembro de 1858 – Berna, 15 de fevereiro de 1946) foi uma pretendente miguelista ao estatuto de infanta de Portugal por nascimento e condessa de Bardi pelo casamento.

## Biografia

### Família
Aldegundes de Bragança foi a quinta filha do, então, já ex-infante D. Miguel de Portugal e da princesa Adelaide de Löwenstein-Wertheim-Rosenberg. Aldegundes nasceu no Castelo de Bronnbach, na aldeia do mesmo nome no município de Wertheim. Nessa altura a sua família estava no exílio na Alemanha pois, à época do casamento de seu pai, este já havia sido deposto e banido de Portugal, em decorrência das Guerras Liberais e por meio da assinatura da Convenção de Évoramonte. Tinha entre seus familiares grande parte a realeza europeia, sendo seus avós paternos o rei D. João VI de Portugal e D. Carlota Joaquina de Bourbon. Foi sobrinha do rei D. Pedro IV de Portugal, e prima-irmã do imperador D. Pedro II do Brasil e da rainha D. Maria II de Portugal.
Seu pai morreu poucos dias após seu 8º aniversário e Aldegundes de Bragança e seus irmãos foram educados pela mãe num ambiente católico e conservador. Seu tio materno, o príncipe Carlos de Löwenstein-Wertheim-Rosenberg, o sexto príncipe de Löwenstein-Wertheim-Rosenberg e o proprietário do referido castelo onde ela nasceu, foi como um segundo pai para eles.

### Casamento

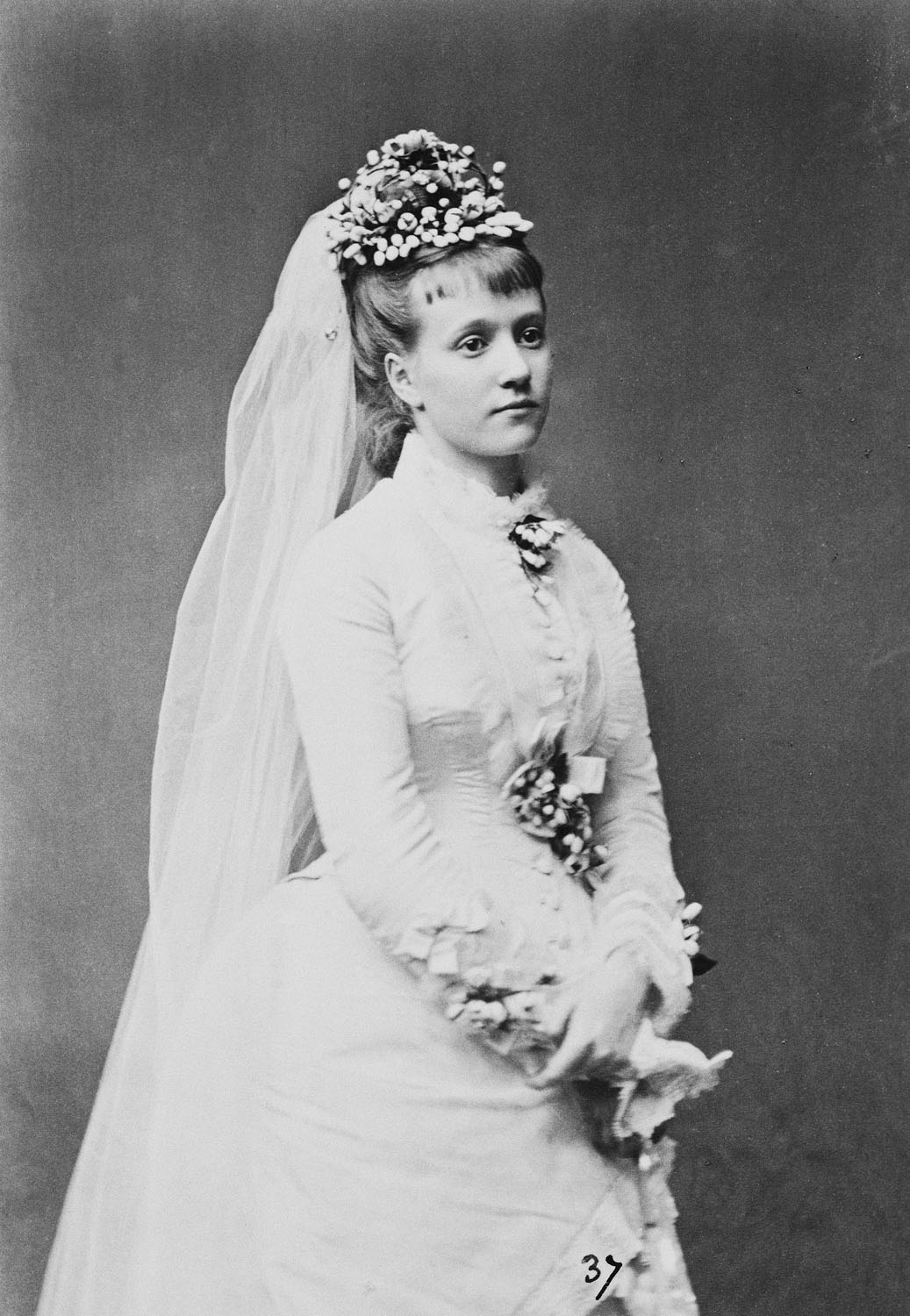
Aldegundes de Bragança, a condessa de Bardi

Adelgundes de Bragança casou-se em Salzburgo, em 15 de outubro de 1876, com o príncipe Henrique de Bourbon-Parma, conde de Bardi, segundo filho do duque Carlos III de Parma e da princesa Luísa de França. Henrique, então com vinte e cinco anos de idade, era viúvo da princesa Maria Luísa de Bourbon-Duas Sicílias, falecida apenas três meses após o casamento, aos dezenove anos de idade, em 1874. O príncipe tomou parte na Terceira Guerra Carlista - tendo lutado na Batalha de Lacar - e os ferimentos sofridos resultaram numa invalidez permanente. O casal não teve filhos, pois as nove gestações de Aldegundes terminaram em abortos espontâneos. As gestações interrompidas, a última delas em 1890, foram causa de grande sofrimento para ambos.
O casal dividia seu tempo entre o Castelo de Seebenstein, na Áustria, e o Palácio Vendramin Calergi, em Veneza. Aldegundes passou longos anos cuidando da invalidez de seu marido. O conde de Bardi foi descrito por seus parentes como um homem desagradável que tiranizava sua esposa. Em 14 de abril de 1905, após quase trinta anos de casamento, Henrique morreu, aos 54 anos de idade. A princesa, então, aproximou-se de muitos de seus sobrinhos, em particular de Maria Adelaide de Nassau-Weilburg, Grã-duquesa de Luxemburgo, com quem Aldegundes manteve uma estreita relação desde sua abdicação até sua morte prematura.

### Regência à revelia e morte
Entre 1920 e 1928, Aldegundes de Bragança atuou como "regente à revelia" em nome de seu sobrinho-neto e requerente miguelista ao trono português, Duarte Nuno de Bragança, que tinha apenas 12 anos de idade quando seu sobrinho, Miguel Januário de Bragança, renunciou aos seus direitos em favor do filho. No início de sua "regência", em 1920, tomou para si o título de 7ª Duquesa de Guimarães. Em 1921, ela escreveu um manifesto delineando as metas da Casa Real para a restauração da monarquia portuguesa. Nesse período, em 17 de abril de 1922, Aldegundes de Bragança alegadamente assinou um acordo o rei D. Manuel II de Portugal, através dos seus procuradores o conde de Almada e Aires de Ornelas respectivamente, conhecido pelo Pacto de Paris, pelo qual se alegadamente reconhecia que, na falta de herdeiro directo, aceitará o Sucessor indicado pelas Cortes Gerais da Nação Portuguesa. Segundo suas perspectivas este seria o referido Duarte Nuno que viveu com ela em Seebenstein até a ocupação alemã na Áustria, quando toda a família se mudou para Berna, na Suíça, onde faleceu em 15 de abril de 1946, aos 87 anos. Seu corpo foi sepultado no cemitério de Thun, em Berna.

## Títulos e honrarias
- 15 de outubro de 1876 – 14 de abril de 1905: "Sua Alteza Real, a Princesa Aldegundes de Parma, Condessa de Bardi"
- 14 de abril de 1905 – 15 April 1946: "Sua Alteza Real, a Condessa-Viúva de Bardi"